# Пиштештиј дин Деал (Горж)
Пиштештиј дин Деал (рум. Pișteștii din Deal) насеље је у Румунији у округу Горж у општини Скоарца. Oпштина се налази на надморској висини од 276 m.

## Становништво
Према подацима из 2002. године у насељу је живело 992 становника.

### Попис2002.
| Расподела становништва по националности 2002.‍ | Расподела становништва по националности 2002.‍ | Расподела становништва по националности 2002.‍ | Расподела становништва по националности 2002.‍ | Расподела становништва по националности 2002.‍ |
| --------------------------------------------- | --------------------------------------------- | --------------------------------------------- | --------------------------------------------- | --------------------------------------------- |
|                                               |                                               |                                               |                                               |                                               |
| Румуни                                        | Румуни                                        |                                               | 271                                           | 27,3%                                         |
| Роми                                          | Роми                                          |                                               | 721                                           | 72,7%                                         |